# Isomeria cis-trans

L'isomero cis dell'1,2-difluoroetilene

Isomeri cis e trans della decalina

L'isomeria cis-trans, detta anche isomeria geometrica, è un tipo particolare di diastereoisomeria che si riscontra in sistemi rigidi, come alcheni, composti ciclici, legami C=N e N=N. In questi due ultimi casi si parla più propriamente di isomeri sin e anti, invece di cis e trans, rispettivamente.
I termini cis e trans, in chimica, riguardano la reciproca disposizione degli atomi in molecole contenenti doppi legami o in strutture cicliche, cioè ad anello.
L'isomero cis (dal latino: "di qua da", per intendere "entrambi dallo stesso lato") si distingue da quello trans (dal latino: "di là da", cioè "uno di qua, l'altro di là"), in cui l'orientamento reciproco dei due atomi o gruppi funzionali è da parti opposte rispetto all'asse orizzontale passante per i carboni uniti dal doppio legame o dal piano (medio) in cui giace l'anello.
Il fatto che si tratti di diastereoisomeria comporta che uno degli isomeri, ad esempio il cis, ha proprietà fisiche e chimiche diverse da quelle dell'altro (il trans); in particolare, capita spesso che uno ha un momento dipolare e l'altro no (come nel caso dell'1,2-difluoroetilene), e questo già di per sé implica polarità diverse e punti di fusione ed ebollizione diversi per i due isomeri in questione.
In chimica inorganica anche i complessi possono avere isomeri cis e trans, in relazione alla disposizione relativa degli atomi sui vertici di un quadrilatero, come nei due tipici complessi piano-quadrati di formula PtCl2(NH3)2, o sui vertici di un ottaedro, come nei due classici ioni complessi di Werner [CoCl2(NH3)4]+.
Il concetto di isomeria cis-trans decade nel momento in cui gli atomi del doppio legame sono legati a più di due atomi o gruppi funzionali diversi. In questo caso si ricorre al sistema di priorità di Cahn-Ingold-Prelog con la notazione E/Z. Si trovano cioè le priorità dei quattro sostituenti (atomi o gruppi) in base alla loro massa atomica/molecolare e, se i due atomi o gruppi di priorità maggiore si trovano dalla stessa parte, si parla di isomero Z (dal tedesco zusammen, insieme), se da parti opposte si parla di isomero E (dal tedesco entgegen, opposto).
Secondo questa nomenclatura il cis-1,2-difluoroetilene in figura diventa lo (Z)-1,2-difluoroetilene.